# 템노돈토사우루스
템노돈토사우루스(Temnodontosaurus)는 중생대 쥐라기 전기에 살았던 어룡이다. 주로 서유럽(영국, 프랑스, 룩셈부르크, 독일 및 벨기에)과 칠레에서 살았다. 속명의 뜻은 그리스어로 temno는 '자르다'라는 뜻의 temno, '이빨'을 의미하는 odont와 '도마뱀'을 의미하는 saurus가 합쳐진 '잘라내는 이빨의 도마뱀'을 의미한다.

## 발견

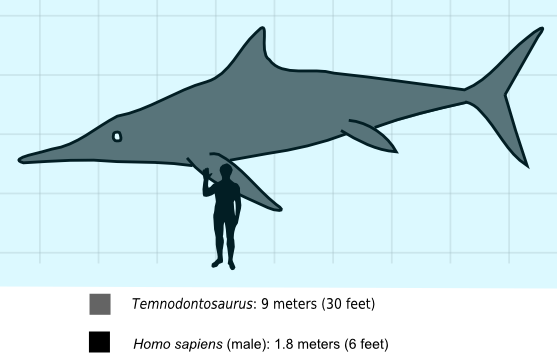
인간과의 크기 비교

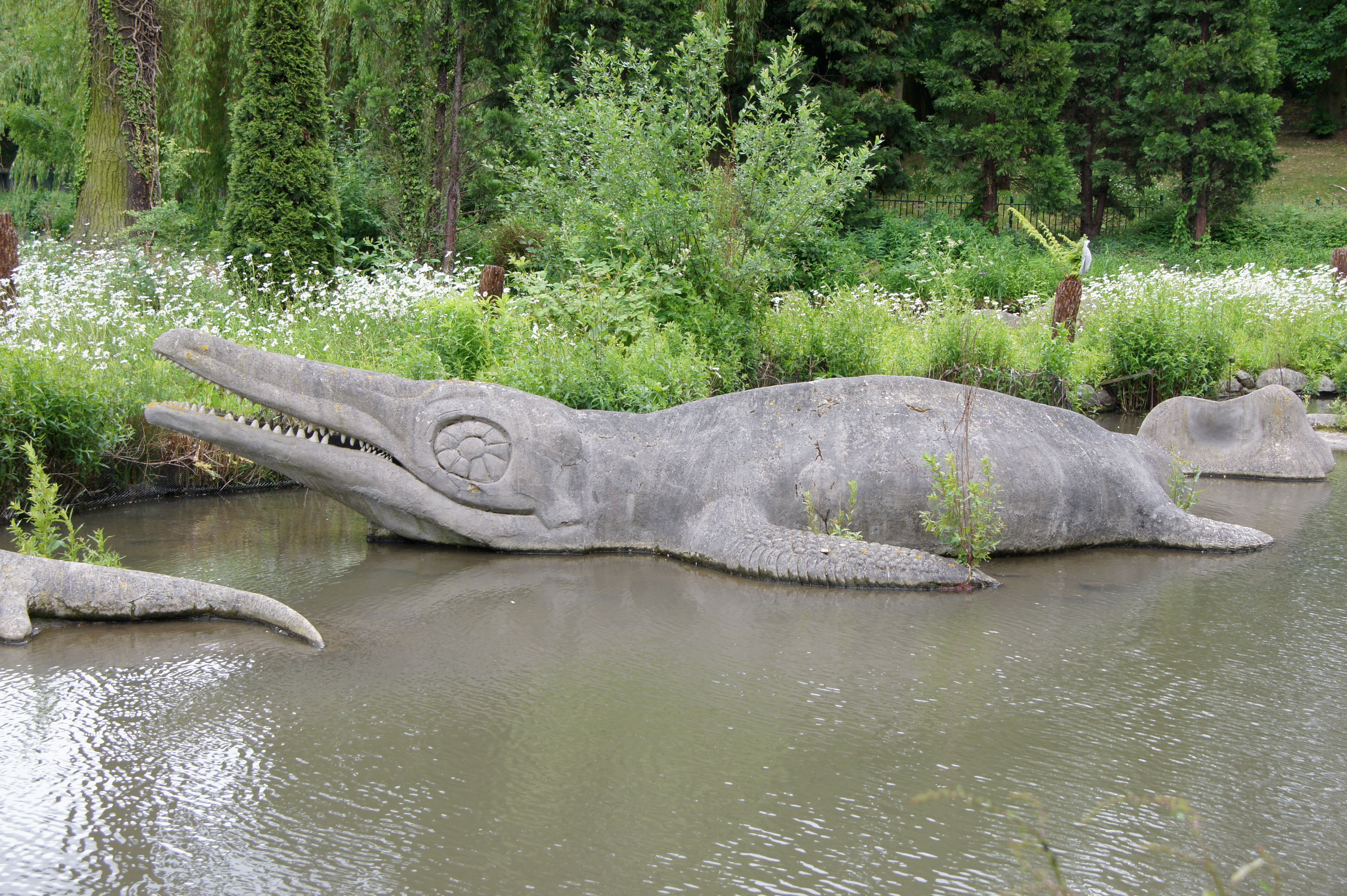
스페인의 레티로 공원에 있는 템노돈토사우루스 조각상

템노돈토사우루스의 화석은 1811년 조셉 애닝에 의해 라임 레지스의 라이어스층에서 발견되었다. 나머지 화석은 그의 누이 메리 애닝에 의해 1812년 회수되었지만 나중에 사라져서 복원되지 않았다. 이후 해부학자 에버어드 홈에 의해 기술되었다. 현재 템노돈토사우루스의 두개골은 런던 자연사 박물관에 보관되어 있다.

## 서식지

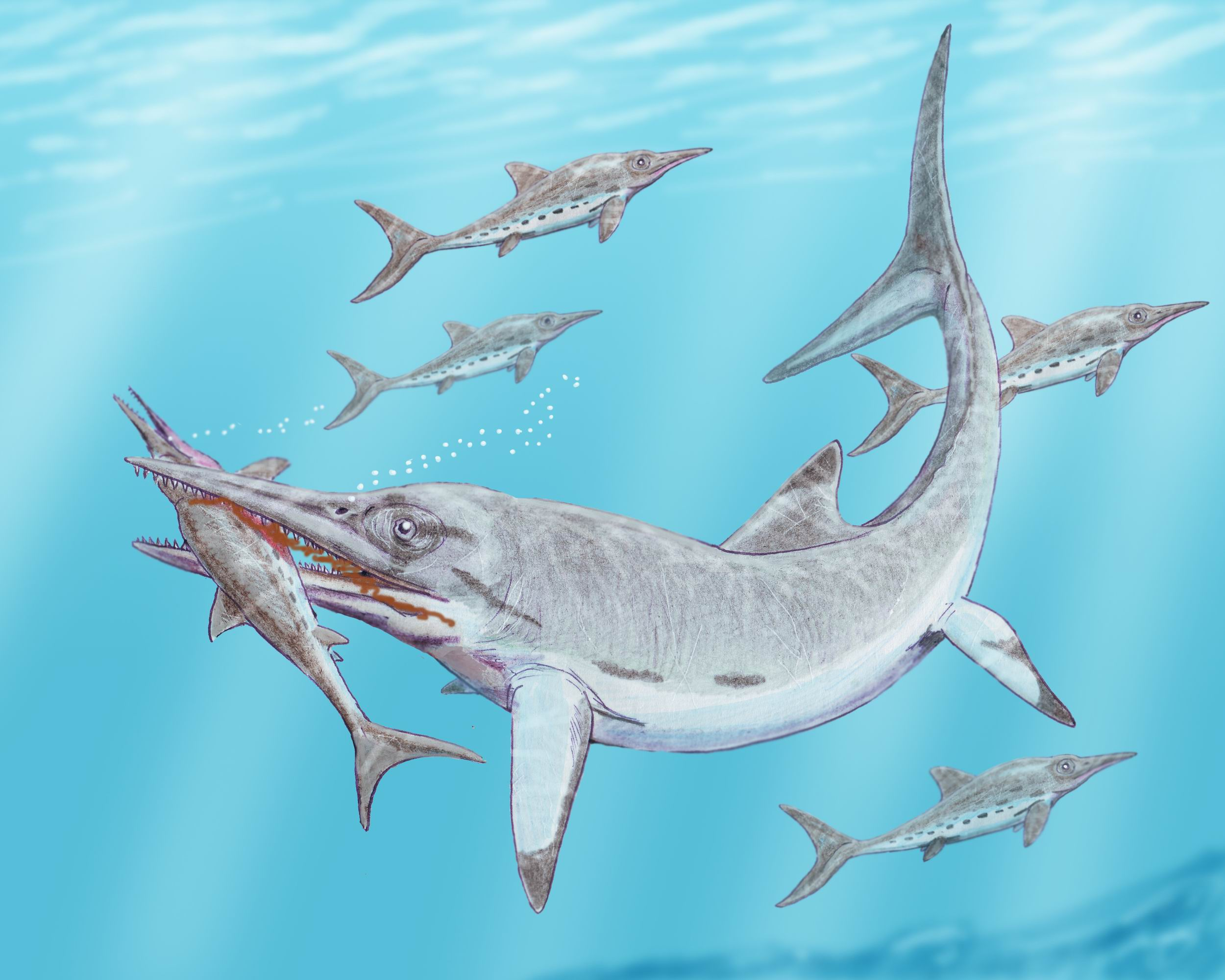
템노돈토사우루스의 사냥 모습

템노돈토사우루스의 서식지는 해안으로부터 떨어진 개방된 바다였다. 템노돈토사우루스는 쥐라기 전기 해양의 최상위 포식자였는데, 주요 식사는 물고기, 플레시오사우루스 및 다른 장식어류와 같은 척추동물과 낙지 같은 무척추동물로 구성되었을 것으로 추정된다.